# Byzantine
Byzantine ist eine US-amerikanische Groove-/Thrash-Metal-Band aus Charleston, West Virginia. Die Band veröffentlichte im Zeitraum von 2004 bis zur Auflösung 2008 drei Studioalben. Nach der Wiedervereinigung 2010 wurden bislang drei weitere Studioalben veröffentlicht.

## Geschichte
Byzantine wurde von den drei Freunden Chris „OJ“ Ojeda, Tony Rorhbough und Cid Adams im Jahr 2000 gegründet. Die Band schuf ein erstes Demo mit einem Drumcomputer anstelle eines Schlagzeugers.
2001 wurde das nächste Demo aufgenommen, welches offen ausgeteilt wurde und auch den Schlagzeuger Matt Wolfe erreichte. Dieser stieg nach der Aufnahme des Demos in die Band ein.
Ende 2002 wurde das erste Mal ein Studio zur Aufnahme des nächsten Demos herangezogen und so entstand das dritte Werk. Durch ihren Webmaster erreichte das Demo Chris Adler von der Band Lamb of God. Daraufhin war Adler so begeistert von der Musik der Band, dass er sie zu einem Konzert in Virginia als Eröffnungsband auftreten ließ.
Durch diesen Auftritt wurde Prosthetic Records auf sie aufmerksam, bei denen sie nun unter Vertrag stehen. Der Vertrag mit dem Label bescherte der Band die Möglichkeit, ihr erstes Album aufzunehmen. The Fundamental Component erschien schließlich im Februar 2004 und wurde von Uranium unter den Top 20 der besten Metal-Alben 2004 gehandelt.
Im Juli des Jahres 2005 erschien bereits das zweite Studioalbum …And They Shall Take Up Serpents, welches stilistisch klassische Metal- und Southern-Groove-Elemente sowie Meshuggah-ähnliche Riffs miteinander verbindet. Nach dem Erscheinen des Albums verließ Bassist Cid Adams die Band und wurde durch den langjährigen Freund Michael „Skip“ Cromer ersetzt.
Im Januar 2008 veröffentlichte die Gruppe ihr drittes Studioalbum Oblivion Beckons. Bereits wenige Tage nach Veröffentlichung, am 26. Januar 2008, verkündete die Band via MySpace ihre Auflösung.
Im März 2010 gab die Band einige Reunion-Konzerte rund um West Virginia. Im Verlauf des Jahres 2010 entschieden sich die Bandmitglieder dazu, die Gruppe wieder aufleben zu lassen. Ende Januar 2012 wurde die offizielle Wiedervereinigung mit dem Gründungsgitarristen Tony Rohrbough verkündet. Ein neues, selbsfinanziertes Album folgte 2013. Auf diesem ist Tony Rohrbough noch zu hören, er und Bassist Michael Cromer verließen aber 2013 die Band. Neuer Leadgitarrist wurde Brian Henderson, der Tony Rorhbough ersetzte. Neuer Mann am Bass wurde Sean Sydor.
Am 29. Mai 2014 wurde bekannt, dass Byzantine ihr fünftes Album im September aufnehmen würde. Als Produzent fungierte Jay Hannon, erstmals mit dem neuen Gitarristen Brian Henderson und dem neuen Bassisten Sean Sydnor. Am 7. April 2015 wurde das Studioalbum To Release Is to Resolve wieder als selbstfinanziertes Werk veröffentlicht.
Am 18. Dezember 2021 vermeldete die Band auf ihrem Twitteraccount den Tod von Matt Wolfe im Alter von 46 Jahren an den Folgen seiner langwierigen Drogensucht.

## Musikstil
Byzantine spielten nach eigenen Angaben eine Stilmischung, bei der sowohl klassische Metal- und Southern-Groove-Elemente als auch Breaks und Riffs wie sie etwa bei Meshuggah, Pantera und Testament zu finden sind einfließen. Des Weiteren lassen sich gewisse stilistische Ähnlichkeiten zu Lamb of God, speziell auf dem Album Oblivion Beckons, erkennen.

## Diskografie
Demos
- 2000: Demo
- 2002: Pieces of the Empire
- 2003: Byzantine
- 2003: Sampler: Nearfest Edition

Alben
- 2004: The Fundamental Component
- 2005: …And They Shall Take Up Serpents
- 2008: Oblivion Beckons
- 2013: Byzantine
- 2015: To Release Is to Resolve (Instrumental)
- 2017: The Cicada Tree

EPs
- 2003: Broadmoor